# فخار إغريقي قديم

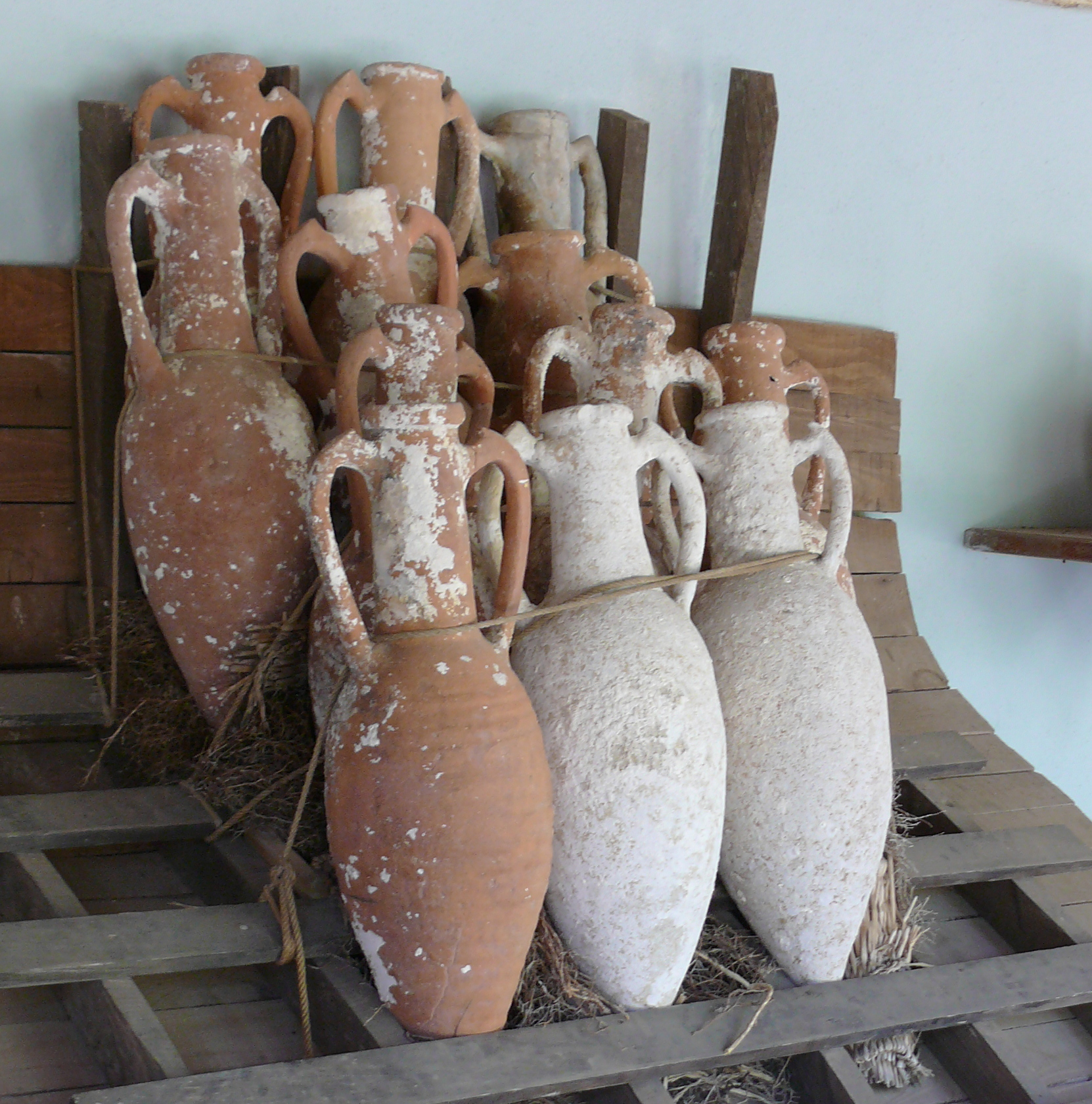
أمفورات إغريقية

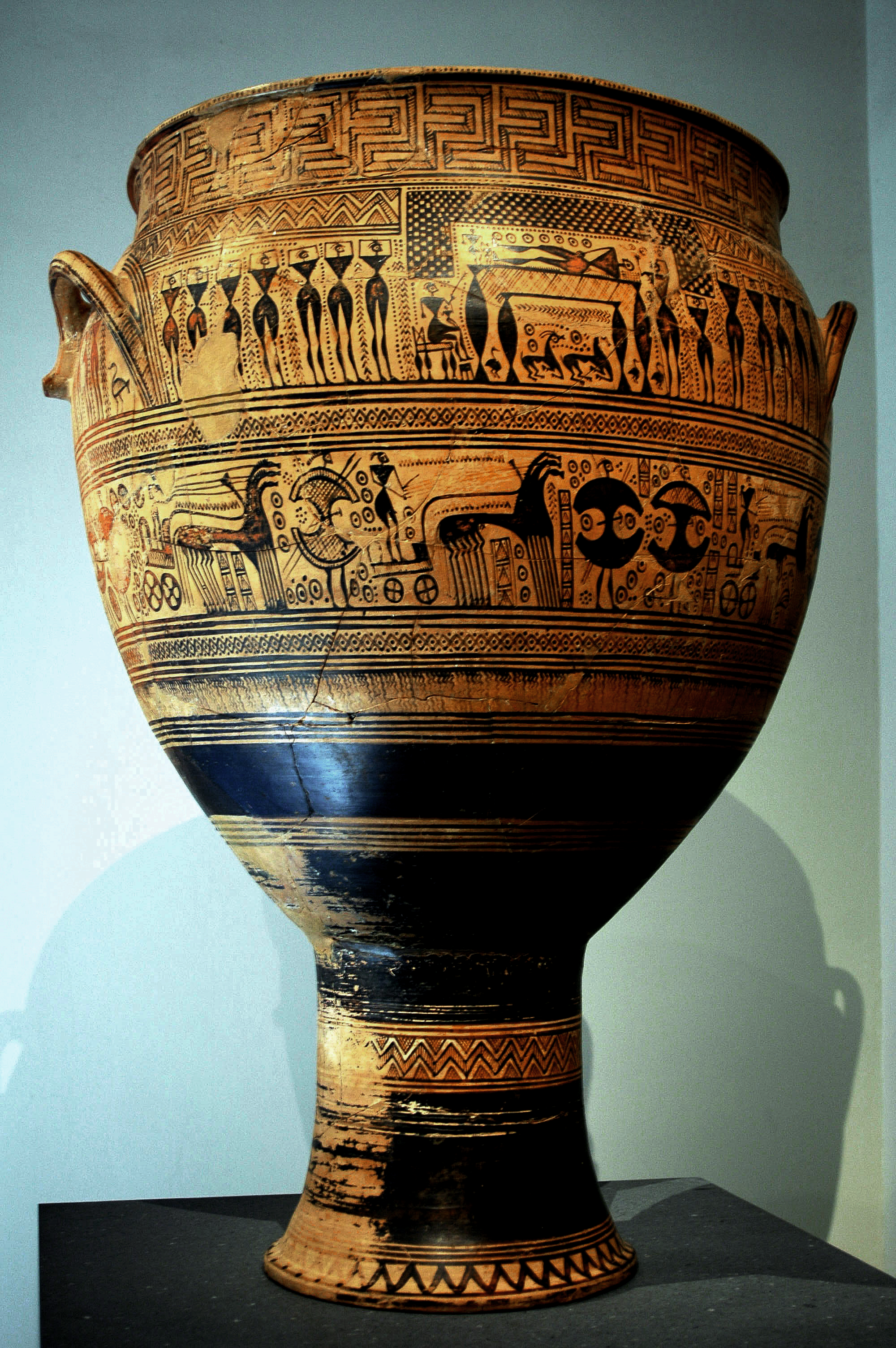
إناء فخاري إغريقي يعود لمنتصف القرن الثامن قبل الميلاد يصور عملبة الدفن والتأبين عند الإغريق.

تشمل صناعة فخار إغريقي قديم، نظرًا لمتانته النسبية، جزءًا كبيرًا من الأرشيف الأثري في اليونان القديمة. بقيت قطع الأواني المهملة أو المدفونة في الألفية الأولى ما قبل الميلاد تعتبر أفضل دليل متاح لنا لفهم حياة وعقلية اليونانيين القدماء. أُنتج العديد من الأوعية والأواني بشكل محلي بهدف الاستخدام اليومي في المطابخ، أما في مناطق مثل أتيكا؛ فقد استوردوا أجود أنواع الفخار من قبل حضارات أخرى في منطقة البحر المتوسط، مثل الحضارة الإتروسكانية في إيطاليا. وكان هناك العديد من الأصناف أيضًا، مثل الفخار اليوناني القديم في جنوب إيطاليا.
استُخدمت في هذه الأماكن أنواع وأشكال مختلفة من المزهريات، إذ استخدمت «الأمفورة الهندسية» الكبيرة كشواهد للقبور، واستخدمت «الكراتر» في منطقة أبوليا قربانًا للأضرحة. كان بعضها مزخرفًا بدرجة عالية ومخصصًا للاستهلاك من قبل نخبة الشعب للتزيين المنزلي، وقد تستخدم في التخزين أو وظائف أخرى، مثل الكراتر واستخدامه المعروف في تخمير النبيذ.
تزامن ظهور الفن الهندسي في صناعة الفخار اليوناني مع أواخر العصور المظلمة واليونان العتيقة، والتي شهدت أيضًا ظهور فترة الاستشراق. ضم الفخار المنتج في اليونان القديمة في البداية الفخار الأسود الشكل، ولكن ظهرت في ما بعد أنماط أخرى مثل الفخار أحمر الشكل وتقنية الخلفية البيضاء.

## إعادة الاكتشاف والمعرفة
بدأ الاهتمام بالفن الإغريقي بعد إحياء ثقافة الفن الكلاسيكي خلال عصر النهضة وإعادة تجديده في الدائرة الأكاديمية لنيكولا بوسان في روما في ثلاثينيات القرن العشرين. تُعتبر المجموعات الصغيرة من المزهريات المستخرجة من المقابر القديمة في إيطاليا والمصنوعة في القرنين الخامس والسادس عشر تابعةً للفن الإتروسكاني. يُعتقد أن لورينزو دي ميديشي قد اشترى الفخار اليوناني بشكل مباشر من اليونان؛ مع ذلك، لم تُعرف العلاقة بينها وبين الأمثلة التي نُقّب عنها في وسط إيطاليا إلا بعد وقت طويل. دحض المؤرخ الألماني يوهان يواخيم فينكلمان في كتابه  تاريخ الفن القديم عام 1764 الأصل الإتروسكاني لما هو معروف الآن بالفخار اليوناني. استمر الأمر حتى عام 1837 مع أوتو ماغنوس فون ستاكلبرغ في كتابه  قبور الهيلينيين الذي أنهى الخلاف بشكل قاطع.
لم تكن نتائج معظم الدراسات المبكرة المتعلقة بالمزهريات اليونانية جديرةً بالثقة كأرشيف أثري. في ما بعد، أحرزت المحاولات البحثية الجادة تقدمًا واضحًا خلال القرن التاسع عشر بدءًا بتأسيس معهد دي كوريسبوندينزا في روما في عام 1828 (الذي سمي لاحقًا المعهد الأثري الألماني)، ثم قدم فريدريش ويلهلم إدوارد جيرهارد دراسته المبتكرة  صور المزهريات اليونانية المختارة من مجلة  الجريدة الأثرية في عام 1843.
وأخيرًا، كان فهرس مجموعة من المزهريات، لمؤلفه أوتو يان عام 1854 في ميونيخ، المعيارَ للوصف العلمي للفخار اليوناني. اعتُمدت دراسة أوتو يان مرجعًا أساسيًا لتاريخ الفخار اليوناني وتسلسله الزمني لسنوات عديدة. اشترك المؤرخ جيرهارد في تصنيف أسلوب الشكل الأحمر تحت تاريخ متأخر عما كان عليه في الواقع. صُحح هذا الخطأ بعد التنقيب عن الأكروبول في عام 1885 واكتشاف ما يسمى «الحطام الفارسي» لأواني الشكل الأحمر التي دمرتها الإمبراطورية الأخمينية في عام 480 قبل الميلاد.
بعد أن كان القرن التاسع عشر زمن الاكتشافات اليونانية ووضع المبادئ الأولى، جاء القرن العشرون وكان قرنَ الاندماج والصناعات الفكرية. بدأت الجهود تبذل لتسجيل المجموعات العامة من المزهريات ونشرها تحت إدارة إدموند بوتير وأرشيف بيزلي لجون بيزلي.
درس بيزلي وآخرون البقايا الأثرية من الفخار اليوناني ضمن مجموعات، ونسبوا العديد من القطع الفنية لفنانين فرديين. وقد سمى العلماء هذه البقايا الأثرية «الأجزاء المبعثرة» وتمكنوا من تصنيفها الآن في مجموعات مختلفة تنتمي إلى نفس الإناء.

## الاستخدامات والأنواع

مخطط يوضح أجزاء المزهرية الأثينية

إن الأسماء المستخدمة لأشكال المزهريات اليونانية نابعةٌ غالبًا عن اتفاقيات أكثر من كونها حقائق تاريخية، ويوضح بعض هذه الأسماء الاستخدام الخاص بكل إناء وبعضها يطابق الأسماء الأصلية، والبعض الآخر جاء نتيجةً لمحاولة علماء الآثار الأوائل تحقيق التوازن بين الكائن المادي وأسماء معروفة من الأدب اليوناني. قُسم الفخار اليوناني إلى أربع فئات عريضة لفهم العلاقة بين الشكل والوظيفة، ومن بعض الأنواع الشائعة:
- أوعية التخزين والنقل.
- أوعية لخلط المواد، مخصصة بشكل رئيسي للندوات أو حفلات الشرب الذكورية.
- الأباريق والأكواب.
- المزهريات الخاصة بحفظ الزيوت والعطور ومستحضرات التجميل، ولها عدة أحجام منها الكبيرة والصغيرة.

ارتبط بعض أشكال المزهريات بطقوس معينة، والبعض الآخر بالألعاب والصالات الرياضية. وُجد السوق الدولي للفخار اليوناني منذ القرن الثامن قبل الميلاد، وسيطرت عليه أثينا وكورنث حتى نهاية القرن الرابع قبل الميلاد. يمكن الحصول على فكرة جيدة عن هذه التجارة عن طريق تحليل الخرائط التي عُثر عليها خارج أراضي اليونان. ثم أصبحت الأواني الإيطالية الجنوبية مهيمنة على تجارة التصدير في غرب البحر المتوسط بعد أن تراجعت أهمية أثينا السياسية خلال الفترة الهلنستية.

## الصلصال المستخدم
تُعتبر عملية صنع الإناء بسيطةً إلى حد ما، فأول شيء يحتاجه الخزاف هو الطين. أعطى طين أتيكا الحديدي الأواني لونها البرتقالي.

### الصناعة

#### الطحن
يكون الصلصال مليئًا بالصخور وغيرها من المواد عديمة الفائدة التي يجب إزالتها عندما يُستخرج من الأرض. ولتحقيق ذلك، يُمزج الطين مع الماء للسماح لجميع الشوائب بالغرق في القاع. تعاد هذه العملية عدة مرات، وكلما تكررت أصبح الطين مصقولًا وأكثر نعومة.

#### عجلة الفخار
يُعجن الفخار ويوضع على العجلة الخاصة به، وعندها يمكن للخزّاف أن يشكّله في أي شكل يرغب به. يعود تاريخ صناعة الفخار إلى 2500 عام قبل الميلاد. كانت معظم المزهريات اليونانية تُصنع بواسطة العجلات الخاصة بالفخار، ووُجدت أيضًا قطع من قرون الشراب أو ما يسمى بالقطع البلاستيكية، وكانت العناصر المزخرفة تضاف إليها إما يدويًا أو بطرق آلية أخرى.

#### قشرة الطين
يطبق الطلاء بعد الانتهاء من الإناء على المناطق المراد أن تصبح سوداء بعد حرقها، وفقًا للطريقتين التقليديتين، أي الشكل الأسود والشكل الأحمر. استخدم الرسامون للزخرفة الفراشي ذات السماكات المختلفة، وأدوات دقيقة من أجل النقوش، وأحيانًا الأدوات ذات الشعرة الواحدة لنحت النقوش البارزة.
أظهرت سلسلة من الدراسات التحليلية أن اللمعان الأسود المذهل، المميز للفخار اليوناني، قد نشأ من الطبيعة الغروانية للطين المحتوي على نسبة منخفضة جدًا من أكسيد الكالسيوم. كان هذا النوع من الطين غنيًا بأكسيد الحديد والهيدروكسيدات، ما يميز النوع المستخدم لصنع جسم إناء من ناحية محتوى الكالسيوم والتكوين المعدني الدقيق وحجم الجسيمات. أُنتج الصلصال الناعم المستخدم في الطلاء إما عن طريق استخدام عدة إضافات إلى الطين (البوتاس، واليوريا، والنبيذ، ورماد العظام، ورماد الأعشاب البحرية) أو عن طريق جمعه في موقعه ضمن عدة طبقات بعد فترات المطر. أظهرت الدراسات الحديثة أن بعض العناصر الموجودة ضمن المادة المصقولة السوداء (أي الزنك على وجه الخصوص) يمكن أن تكون مميزة لأنواع الصلصال التي استُخدمت في العصور القديمة.

#### الحرق
يُحرق الفخار اليوناني، على عكس الفخار اليوم، مرة واحدة فقط ضمن عملية معقدة للغاية. ويتحقق تأثير اللون الأسود المطلوب عن طريق تغيير كمية الأكسجين الموجود أثناء الحرق، وذلك في عملية تعرف باسم الحرق ثلاثي الأطوار.

## تطور الرسم على الفخار

### العصر البرونزي
يعود الرسم الجميل على الفخار اليوناني إلى فخار مينوسي وفخار موكياني في العصر البرونزي، إذ تُظهر بعض الأمثلة اللاحقة رسومًا تصويريةً طموحةً والتي أصبحت متطورة جدًا ونموذجية.

### العصر الحديدي
سيطر على الرسم بعد عدة قرون أنماط من الزخارف الهندسية، وازدادت العناصر التصويرية تعقيدًا، وعادت العناصر الرمزية بقوة في القرن الثامن. من أواخر القرن السابع إلى نحو 300 ق.م كانت الأساليب المتطورة للرسم المرتكز على الأشكال في ذروة الإنتاج والجودة وصدِرت على نطاق واسع.
خلال العصور المظلمة اليونانية، الممتدة بين القرنين الحادي عشر والثامن قبل الميلاد، كان النمط السائد في أوائل هذا العصر هو الفن الهندسي البدائي، الذي يستخدم في الغالب أنماطًا زخرفيةً دائريةً ومتموجةً. نجح هذا في البر الرئيسي لليونان، والجزر الإيجية، والأناضول، وإيطاليا بفضل أسلوب صناعة الفخار المعروفة بالفن الهندسي، والذي استخدم صفوفًا منظمةً من الأشكال الهندسية.
شهدت فترة اليونان القديمة، التي بدأت في القرن الثامن قبل الميلاد واستمرت حتى أواخر القرن الخامس قبل الميلاد، ولادة عصر الاستشراق، بقيادة كورنث القديمة، إذ تحولت الرسوم الخارجية للأواني الفخارية الهندسية السابقة إلى رسوم متألقة وسط زخارف حلت محل الأنماط الهندسية.
سيطر على زخرفة السيراميك الكلاسيكية في الغالب رسوم المزهرية الأتيكية. كان الإنتاج الأتيكي أول من استأنف بعد العصور اليونانية المظلمة وأثر على بقية اليونان، ولا سيما بيوتيا وكورنث وكيكلادس (خاصةً ناكسوس) والمستعمرات الأيونية في شرق بحر إيجة. امتازت أثينا بإنتاج المزهريات إلى حد كبير –وما وثق ذلك رضا الرسامين والخزافين في كورنث وبيوتيا وأرغوس وكريتِ وكيكلادس عن اتباع أسلوب الأتيكا. في نهاية تلك الفترة، أصبحت أنماط الخزف ذات الرسوم السوداء، والحمراء، والتقنية الأرضية البيضاء راسخةً تمامًا، واستمر استخدامها خلال عصر اليونان الكلاسيكية، من أوائل القرن الخامس إلى أواخر القرن الرابع قبل الميلاد. تفوقت كورنث على الاتجاهات الأثينية إذ أن أثينا هي السلف لنمطي الرسوم الحمراء والأرضية البيضاء.

#### النمط البدائي الهندسي
تمثل مزهريات الفترة البدائية الهندسية (نحو عام 1050-900 قبل الميلاد) عودة إنتاج الحرفيين بعد انهيار حضارة قصر «الموكياني» وما تلاها من العصور اليونانية المظلمة. إنه أحد الأساليب القليلة للتعبير الفني إلى جانب المجوهرات في هذه الفترة لأن النحت والصروح المعمارية واللوحة الجدارية لهذا العصر غير معروفة بالنسبة لنا. بحلول عام 1050 قبل الميلاد بدت الحياة في شبه الجزيرة اليونانية مستقرة بما فيه الكفاية للسماح بتحسن ملحوظ في إنتاج الأواني الخزفية. اقتصر الأسلوب على تقديم الدوائر والمثلثات والخطوط المموجة والأقواس، ولكنه وضِع مع مراعاة واضحة ووضوح ملحوظ، ربما بمساعدة فرجار وفراشٍ متعددة. يعد موقع ليفكاندي أحد أهم مصادرنا الخزفية من هذه الفترة إذ عُثِر على مخبأ للأثاث الجنائزي مما يدل على أسلوب بدائي هندسي مميز من وابية (جزيرة يونانية) استمر حتى أوائل القرن الثامن.